# Fushigiboshi no Futagohime
Fushigiboshi no Futagohime (ふしぎ星の☆ふたご姫, As Princesas Gémeas do Planeta Maravilha) em Portugal é uma série de anime Japonesa que foi dirigida por Hiroaki Sakurai, Shōgo Kawamoto e teve Junichi Sato como chefe diretor, os desenhos dos personagens foram feitos pela  Birthday. Seguindo o conceito original de Birthday em 2003, que foi feita entre J.C.Staff Nihon Ad Systems e TV Tokyo, reproduziram em uma série de longa-metragem em 2005. A segunda temporada Fushigiboshi no Futagohime Gyu! estreou em 2006 e foi ao ar até 2007. Em Portugal, a primeira foi emitida pelo Canal Panda em 2009, e a segunda temporada foi emitida em 2011.

## Enredo

### Futago Hime (1ª Temporada)
Sete famílias reais reinam sobre cada um dos sete reinos, prosperando no interior do planeta por muitos anos. Ohisama no Megumi (a bênção do sol) começa a morrer, e foi previsto que desaparecerá em um ano. Se ela desaparecer, todo o planeta será coberto na escuridão. As princesas gêmeas Fine  e Rein recebem uma missão secreta da Princesa Grace para investigar a razão para o declínio da estrela. Usando o poder da Proeminência, eles esperam resgatar a Ohisama no Megumi. Um chanceler do mal do reino da lua chamado Roman rouba a Proeminência para seus próprios fins. Depois que ele desencadeia o inimigo final, o mal começa a se espalhar.
O poder maligno possui O Príncipe Bright por Boomo. Sob o poder do mal, ele tenta governar toda a Fushigi Boshi. Fine e Rein, junta com os outros, tentam investigar para derrotar as forças do mal que possuíam Bright.

### Futago Hime Gyu! (2ª Temporada)
Fine e Rein, juntamente com outras princesas e príncipes, deixa Fushigi Boshi para assistir a Real Academia Maravilha da Educação(Royal Wonder Academy of Education). Esta prestigiosa instituição é a escola onde Príncipes e Princesas de todos os planetas que veio a receber a sua certificação para se tornar Reis e Rainhas. Após a chegada na escola, Fine e Rein violam os regulamentos da escola e perdem pontos. Durante a orientação de alunos do primeiro ano, o vice-diretor apresenta um sino lendário que só toca quando uma determinada pessoa toca. Se a campainha toca, a pessoa é classificada como a "Princesa Universal". Uma princesa já tinha tocado a campainha antes. Fine e Rein tocou, e elas se transformaram.
Situações estranhas também têm ocorrido na escola. A entidade escura sai e força todos a ficarem deprimidos. Quando alguém resiste, a entidade escura envia monstros que causam grandes danos. Uma das primeiras pessoas a se tornarem possuídos sob esta entidade era Toma, o novo presidente da consultoria de alunos.

## Desenvolvimento
A Birthday (projetistas originais do Planeta Maravilha e dos personagens) lançou uma página conceito em 2003, na esperança de marketing de suas idéias para empresas. Nihon Ad Systems e TV Tokyo adotou a ideia um ano depois.

## Mídia

### Mangá
A adaptação do mangá da série foi desenhada por Mayuki Anan começou a serialização na edição de abril de 2005 da Ciao durante o funcionamento da primeira série. O mangá durou 11 capítulos e acabaram por ser atados dentro tankouban sob o rótulo de "Ciao Comics". O primeiro volume foi lançado em 29 de novembro de 2005, e a segunda em 3 de março de 2006. O mangá foi licenciado para lançamentos regionais em Taiwan por Lovely Comics e Cingapura por Chuang Yi.

### Software DS
Um software de agenda eletrônica para o Nintendo DS, chamado Style Book: Fushigiboshi no Futagohime Gyu! (スタイルブック　ふしぎ星の☆ふたご姫Gyu!, Sutairu Bukku Fushigiboshi no Futagohime Gyu!) foi lançado em 26 de Março de 2006 como parte da série planejador Style Book DS produzido pela Bandai.